# Đội tuyển Fed Cup Antigua và Barbuda
Đội tuyển Fed Cup Antigua và Barbuda đại diện Antigua và Barbuda ở giải đấu quần vợt Fed Cup và được quản lý bởi Hiệp hội Quần vợt Antigua và Barbuda.  Đội chưa thi đấu kể từ năm 2001.

## Lịch sử
Antigua và Barbuda tham gia kì Fed Cup đầu tiên vào năm 1997.  Họ chỉ giành chiến thắng một trận tính đến hiện tại (với Barbados năm 2001).